# Verrucariales
Ordre
Les Verrucariales sont un ordre de champignons ascomycètes. Il compte environ 800 espèces de lichens ou de champignons lichénicoles (c'est-à-dire parasites ou commensaux de lichens) regroupés en deux familles et 47 genres.

## Liste des familles
- famille Adelococcaceae
- famille Verrucariaceae